# フローラ族

8 Flora

9928 1981WE9

9939 1988VK

フローラ族 (Flora family) は小惑星帯（メインベルト）の内側寄りに位置するかなり大規模なS型小惑星の一団で、平山清次が発見した平山族のひとつ。小惑星族としての起源や特性については今のところ詳しくわかっていない。
メインベルトの小惑星のうち4 - 5％がこの族に含まれる。
この小惑星族の境界になる基準がよくわかっていなかった頃、フローラ自身の位置がこの族の端に近かったため、フローラが組み込まれるまで、この族は「アリアドネ族」と呼ばれていた。

## 特性
フローラ族で最も大きい小惑星は直径約 140 kmの (8) フローラであり、これ一つでフローラ族の質量の80%を占めている。にもかかわらず、この小惑星は母天体となった小惑星に大きな衝突が幾度かあったためかかなり砕かれており、フローラ自身もおそらくその母天体の破片のラブルパイル天体だと思われる。残りの破片の多くを (43) アリアドネが含み、さらに残り9%ほどをその他の小さい小惑星で分け合っていると考えられる。
最初の衝突以来、母天体の破片の多くはおそらく二次衝突などの過程で消えていったと思われる。たとえばフローラ自身の質量も母天体の57%程度であり、フローラ族全体を合わせても母天体の80%にしか満たない。
フローラ族の小惑星の分布範囲はとても広く、最も密集している領域から離れるにつれて徐々に衰え、緩やかにメインベルトと混ざっていくため境界線ははっきりしない。
また、いくつか統一性が無いものもまぎれており、二次衝突でできたものではないかと考えられる。よって、これは小惑星族といわれるものの典型的な例である。
奇妙なことにフローラもアリアドネもフローラ族の端の方に位置している。この異常な質量分布の理由は今のところわかっていない。
中型の物のうち一番有名な (951) ガスプラはガリレオが木星へ向かう途中で遭遇し、最も研究された小惑星の一つである。ガスプラの研究はこの小惑星族が2億年を超える歳月を経ていることを示唆し、母天体の構成を少なくとも部分的に識別することができた。
フローラ族の小惑星は、地球に降りそそぐ隕石のうち38%と同じL型コンドライト隕石の母天体の有力な候補と考えられている。この説はフローラ族がν6永年共鳴という不安定な領域に近く、小惑星のスペクトル特性がこのタイプの隕石の母天体と一致していることによって裏付けられる。
フローラ族は平山清次の手によって発見された最初の5つの小惑星族、通称「平山族」のうちの一つであり、番号の若い小惑星も多い。S型小惑星はアルベドが大きく、なおかつフローラ族は主要な小惑星の集団の中で最も地球に近いため、早期に発見されたものが多いのである。

## 位置と大きさ
HCMの数値解析によると、この小惑星族の中心的メンバーの固有軌道要素は大体が以下の範囲に収まる。
|      | ap      | ep    | ip   |
| ---- | ------- | ----- | ---- |
| 最小 | 2.17 AU | 0.109 | 2.4° |
| 最大 | 2.33 AU | 0.168 | 6.9° |

しかし、この族の範囲は非常にあいまいなため、周辺にあるものも含めると以下の範囲になる。
|      | a       | e     | i    |
| ---- | ------- | ----- | ---- |
| 最小 | 2.17 AU | 0.053 | 1.6° |
| 最大 | 2.33 AU | 0.224 | 7.7° |

1995年の分析によると中心付近には604個見つかっており、広域には1,027個の小惑星が含まれる。2005年に発表された96,944個の小惑星のデータベースによると上記の範囲に含まれている小惑星は7,438個ある。この中にベスタ族やニサ族も含まれるため、実際にフローラ族に含まれる小惑星は4,000 - 5,000個と考えられる。つまりフローラ族はメインベルト小惑星のうち4 - 5%を含んでいるといえる。

## 侵入小惑星
フローラ族の位置は小惑星の密度が多いため、この族を形成した衝突とは全く関係ない小惑星も多数まぎれ込んでいると推定される。
とはいうものの、フローラ族ではないと断言できるものは少ない。メインベルト内縁部にはS型小惑星が多いため、区別しにくいからである。はっきりとフローラ族でないとわかっているものはどれも小さい。
確実なものとしては、(298) バティスティーナ、(422) ベロリーナ、(2093) Genichesk、(2259) ソフィエフカ、(2952) Lilliputia、(3533) 豊田、(3850) ペルチャー、(3875) Staehle、(4278) Harvey、(4396) Gressmann、(4750) Mukaiなどが挙げられる。